# Дані Массунгуна
Дані Массунгуна (порт. Dani Massunguna, нар. 1 травня 1986, Бенгела) — ангольський футболіст, центральний захисник клубу «Примейру де Агошту» і національної збірної Анголи.

## Клубна кар'єра
Народився 1 травня 1986 року в місті Бенгела. Вихованець футбольної школи клубу «Примейру де Агошту». Дорослу футбольну кар'єру розпочав 2002 року в основній команді того ж клубу, в якій провів три сезони. 
Згодом протягом трьох років захищав кольори «Дешпортіву Уїла» і два роки провів у команді «Примейру де Маю», після чого повернувся до «Примейру де Агошту». Після повернення протягом наступного десятиріччя був одним з основних центральних захисників команди і допоміг їй чотири рази поспіль протягом 2016—2019 років вигравати Жираболу.

## Виступи за збірну
2010 року дебютував в офіційних матчах у складі національної збірної Анголи.
У складі збірної був учасником Кубка африканських націй 2012 року в Габоні та Екваторіальній Гвінеї, Кубка африканських націй 2013 року у ПАР та Кубка африканських націй 2019 року в Єгипті. На жодному із цих турнірів ангольці не змогли подолати груповий етап.